# Gmina Sermersooq
Sermersooq – jedna z pięciu gmin Grenlandii utworzona 1 stycznia 2009 roku. Gmina położona jest w centralnej części wyspy. Populacja w 2020 roku wyniosła ponad 23 tys. osób. Jest jedną z dwóch gmin, które są położone na obu wybrzeżach, jednak jest jedyną, gdzie istnieją regularne połączenia między nimi – Air Greenland łączy Port lotniczy Nuuk i Port lotniczy Kulusuk lotami przez cały rok.
Sermersooq powstała z następujących wcześniejszych gmin:
- Gmina Ammassalik
- Gmina Ittoqqortoormiit
- Gmina Ivittuut
- Gmina Nuuk
- Gmina Paamiut

## Miasta i osady
- Arsuk
- Isortoq
- Ittoqqortoormiit (Scoresbysund)
- Kangilinnguit (Grønnedal)
- Kapisillit
- Kulusuk (Kap Dan)
- Kuummiut
- Nuuk (Godthåb)
- Paamiut (Frederikshåb)
- Qeqertarsuatsiaat
- Sermiligaaq
- Tasiilaq (Ammassalik)
- Tiniteqilaaq